# الطويسة (العقبة)
الطويسة منطقة سكنية تقع في لواء القويرة، محافظة العقبة في الأردن. تنتمي المنطقة لقضاء الديسة الذي يضم 5 مناطق. يقدر عدد سكانها بـ 2242 نسمة حسب تقدير 2017 2017.

## الوصلات الخارجية
- دائرة الاحصاءات العامة